# Leichtathletik-Länderkampf der Frauen 1972 BR Deutschland – Sowjetunion
| 10. Leichtathletik-Länderkampf mit bundesdeutscher Beteiligung 1972 | 10. Leichtathletik-Länderkampf mit bundesdeutscher Beteiligung 1972 |
| ------------------------------------------------------------------- | ------------------------------------------------------------------- |
|                                                                     |                                                                     |
| Ländervergleich der Frauen: BR Deutschland – Sowjetunion            |                                                                     |
| Austragungsort                                                      | Augsburg                                                            |
| Wettbewerbe                                                         | 13                                                                  |
| Datum                                                               | 23./24. Juni                                                        |
| 1. FRG 2. URS                                                       | 139 Punkte 117 Punkte                                               |
| Chronik                                                             |                                                                     |
| ← FRG-URS (M)                                                       | BEL-FRG-NLD (M) →                                                   |

Im zehnten Vergleich des Länderkampfjahres 1972 trugen die Frauen parallel zu den Männern am 23./24. Juni in Augsburg ihren eigenen Länderkampf gegen die Sowjetunion aus. Auch die Frauen trafen zum dritten Mal auf diesen Gegner. Nach den bundesdeutschen Niederlagen 1958 in München und 1959 in Moskau sowie dem Sieg 1971 in Kiew lautete die Zwischenbilanz wie bei den Männern zwei zu eins für die UdSSR.

## Wettbewerbe und Modus
Auf dem Programm standen die inzwischen üblichen dreizehn Wettbewerbe, die das damalige olympische Frauenprogramm komplett abdeckten und darüber hinaus den 1500-Meter-Lauf und die 4-mal-400-Meter-Staffel beinhalteten, zwei Disziplinen, die bei den diesjährigen Spielen in München ebenfalls olympisch wurden. Anstelle des Hürdenlaufs über 80 Meter wurde wie bei den Olympischen Spielen ab 1972 der 100-Meter-Hürdenlauf ausgetragen. Am Start waren diesmal drei Vertreterinnen je Land und Wettbewerb, die nach folgendem System gewertet wurden: 1. Platz: 7 Punkte / 2. Pl.: 5 P. / 3. Pl.: 4 P. / 4. Pl.: 3 P. / … – Staffeln: 1. Pl.: 5 P. / 2. Pl.: 2 P.

## Ergebnis
Wie schon in der Begegnung des Vorjahres agierten die deutschen Leichtathletinnen stark. Vier Einzelläufe entschieden sie für sich, die sowjetischen Sportlerinnen kamen hier auf zwei Disziplinsiege, einen davon per Dreifacherfolg. In beiden Staffeln lag die Bundesrepublik vorn. Ganz eng war es in den beiden Sprüngen. Beide Teams errangen je eine Disziplinwertung, die bundesdeutschen Vertreterinnen sammelten allerdings wenige Punkte mehr als ihre Kontrahentinnen. Im Bereich Wurf/Stoß lag die Sowjetunion mit zwei Siegen bei einem Dreifacherfolg vorn. In dieser Kategorie erreichte die Bundesrepublik einen Doppelerfolg im Speerwurf. Im Gesamtresultat reichte dem bundesdeutschen Team der Vorsprung aus den Einzelläufen und den Staffeln zu einem erneuten Sieg über die Sowjetunion. Mit 139 zu 117 Punkten fiel dieser noch deutlicher aus als im letzten Jahr in Kiew. Die Bilanz zwischen den beiden Ländern lautete nun zwei zu zwei unentschieden.

## Sportlicher Höhepunkt
Einen besonderen sportlichen Höhepunkt gab es im Diskuswurf. Mit 65,48 m stellte die sowjetische Werferin Faina Melnik einen neuen Weltrekord auf.

## Legende
Kurze Übersicht zur Bedeutung der Symbolik – so üblicherweise auch in sonstigen Veröffentlichungen verwendet:
| WR | Weltrekord |

## Resultate

### 100 m
| Platz | Athletin               | Land | Zeit (s) |
| ----- | ---------------------- | ---- | -------- |
| 1     | Nadeschda Besfamilnaja | URS  | 11,54    |
| 2     | Annegret Irrgang       | FRG  | 11,57    |
| 3     | Inge Helten            | FRG  | 11,63    |
| 4     | Ljudmila Scharkowa     | URS  | 11,66    |
| 5     | Galina Bucharina       | URS  | 11,70    |
| 6     | Christiane Krause      | FRG  | 11,75    |

Datum: 23. Juni

### 200 m
| Platz | Athletin              | Land | Zeit (s) |
| ----- | --------------------- | ---- | -------- |
| 1     | Heide Rosendahl       | FRG  | 23,40    |
| 2     | Rita Wilden           | FRG  | 23,62    |
| 3     | Inge Helten           | FRG  | 23,66    |
| 4     | Marina Sidorowa       | URS  | 23,86    |
| 5     | Natalja Tschistjakowa | URS  | 23,95    |
| 6     | Galina Bucharina      | URS  | 24,05    |

Datum: 24. Juni

### 400 m
| Platz | Athletin              | Land | Zeit (s) |
| ----- | --------------------- | ---- | -------- |
| 1     | Rita Wilden           | FRG  | 51,85    |
| 2     | Natalja Tschistjakowa | URS  | 52,88    |
| 3     | Christel Frese        | FRG  | 53,51    |
| 4     | Ljubow Sawjalowa      | URS  | 53,71    |
| 5     | Inge Bödding          | FRG  | 54,01    |
| 6     | Nadeschda Kolesnikowa | URS  | 54,27    |

Datum: 23. Juni

### 800 m
| Platz | Athletin            | Land | Zeit (min) |
| ----- | ------------------- | ---- | ---------- |
| 1     | Hildegard Falck     | FRG  | 2:03,17    |
| 2     | Tamara Kasatschkowa | URS  | 2:04,17    |
| 3     | Gisela Ellenberger  | FRG  | 2:04,52    |
| 4     | Sylvia Schenk       | FRG  | 2:05,42    |
| 5     | Galina Waingarten   | URS  | 2:05,88    |
| 6     | Olga Dwirna         | URS  | 2:06,20    |

Datum: 23. Juni

### 1500 m
| Platz | Athletin          | Land | Zeit (min) |
| ----- | ----------------- | ---- | ---------- |
| 1     | Tamara Pangelowa  | URS  | 4:13,20    |
| 2     | Ellen Tittel      | FRG  | 4:13,78    |
| 3     | Christa Merten    | FRG  | 4:14,26    |
| 4     | Tatjana Kasankina | URS  | 4:15,66    |
| 5     | Ljudmilla Soroka  | URS  | 4:16,80    |
| 6     | Gerda Ranz        | FRG  | 4:18,86    |

Datum: 24. Juni

### 100 m Hürden
| Platz | Athletin           | Land | Zeit (s) |
| ----- | ------------------ | ---- | -------- |
| 1     | Heide Rosendahl    | FRG  | 13,28    |
| 2     | Heidi Schüller     | FRG  | 13,60    |
| 3     | Lija Chytrina      | URS  | 13,61    |
| 4     | Tatjana Anissimowa | URS  | 13,79    |
| 5     | Elfi Meierholz     | FRG  | 13,91    |
| 6     | Marina Sidorowa    | URS  | 14,34    |

Datum: 24. Juni

### 4 × 100 m Staffel
| Platz | Besetzung      | Land                                                                       | Zeit (s) |
| ----- | -------------- | -------------------------------------------------------------------------- | -------- |
| 1     | BR Deutschland | Elfgard Schittenhelm Inge Helten Annegret Kroniger Heide Rosendahl         | 43,48    |
| 2     | Sowjetunion    | Marina Sidorowa Galina Bucharina Ljudmila Scharkowa Nadeschda Besfamilnaja | 43,73    |

Datum: 23. Juni

### 4 × 400 m Staffel
| Platz | Besetzung      | Land                                                                            | Zeit (min) |
| ----- | -------------- | ------------------------------------------------------------------------------- | ---------- |
| 1     | BR Deutschland | Anette Rückes Christel Frese Erika Weinstein Rita Wilden                        | 3:34,20    |
| 2     | Sowjetunion    | Ljubow Sawjalowa Ljudmila Aksjonowa Nadeschda Kolesnikowa Natalja Tschistjakowa | 3:37,16    |

Datum: 24. Juni

### Hochsprung
| Platz | Athletin               | Land | Höhe (m) |
| ----- | ---------------------- | ---- | -------- |
| 1     | Galina Filatowa        | URS  | 1,84     |
| 2     | Antonina Lasarewa      | URS  | 1,81     |
| 3     | Ellen Mundinger        | FRG  | 1,78     |
| 4     | Renate Gärtner         | FRG  | 1,78     |
| 5     | Ulrike Meyfarth        | FRG  | 1,75     |
| 6     | Vilma Augustinaviciute | URS  | 1,50     |

Datum: 23. Juni

### Weitsprung
| Platz | Athletin               | Land | Weite (m) |
| ----- | ---------------------- | ---- | --------- |
| 1     | Heide Rosendahl        | FRG  | 6,53      |
| 2     | Brigitte Roesen        | FRG  | 6,33      |
| 3     | Nadeschda Bariban      | URS  | 6,29      |
| 4     | Helēna Ringa           | URS  | 6,22      |
| 5     | Heidi Schüller         | FRG  | 6,18      |
| 6     | Vilma Augustinaviciute | URS  | 5,99      |

Datum: 24. Juni

### Kugelstoßen
| Platz | Athletin              | Land | Weite (m) |
| ----- | --------------------- | ---- | --------- |
| 1     | Nadeschda Tschischowa | URS  | 19,31     |
| 2     | Jelena Korabljewa     | URS  | 18,41     |
| 3     | Antonina Iwanowa      | URS  | 18,39     |
| 4     | Marlene Fuchs         | FRG  | 16,32     |
| 5     | Birgit Palzkill       | FRG  | 15,84     |
| 6     | Sigrun Kofink         | FRG  | 15,66     |

Datum: 24. Juni

### Diskuswurf
| Platz | Athletin             | Land | Weite (m) |
| ----- | -------------------- | ---- | --------- |
| 1     | Faina Melnik         | URS  | 65,48 WR  |
| 2     | Liesel Westermann    | FRG  | 62,38000  |
| 3     | Ljudmila Murawjowa   | URS  | 60,24000  |
| 4     | Tamara Danilowa      | URS  | 58,28000  |
| 5     | Brigitte Berendonk   | FRG  | 55,48000  |
| 6     | Anne-Chatrine Rühlow | FRG  | 53,92000  |

Datum: 24. Juni

### Speerwurf
| Platz | Athletin           | Land | Weite (m) |
| ----- | ------------------ | ---- | --------- |
| 1     | Ameli Koloska      | FRG  | 57,26     |
| 2     | Anneliese Gerhards | FRG  | 55,24     |
| 3     | Swetlana Komlewa   | URS  | 54,14     |
| 4     | Christa Peters     | FRG  | 53,34     |
| 5     | Walentina Ewert    | URS  | 46,52     |
| 6     | Tamara Danilowa    | URS  | 35,04     |

Datum: 23. Juni